# Paul Krumpe
Paul Edward Krumpe (Torrance, Kalifornia, 1963. március 4. –) amerikai válogatott labdarúgó.

## Pályafutása

### Klubcsapatban
Torranceben született Kaliforniában. 1982 és 1985 között a Kaliforniai Egyetemre járt és játszott az egyetemi labdarúgócsapatban. 1986 és 1988 között a Chicago Sting játékosa volt. 1988 és 198 között a Los Angeles Heat, 1990-ben a Real Santa Barbara és 1991-ben a Colorado Foxes együttesében szerepelt.

### A válogatottban
1986 és 1991 között 24 alkalommal szerepelt az Egyesült Államok válogatottjában és 1 gólt szerzett. Tagja volt az 1988. évi nyári olimpiai játékokon és az 1990-es világbajnokságon szereplő válogatott keretének is, de egyetlen mérkőzésen sem lépett pályára.

## Külső hivatkozások
- Paul Krumpe adatlapja a National-Football-Teams.com oldalon (angolul)

- Paul Krumpe adatlapja a worldfootball.net oldalon (angolul)
- Paul Krumpe (angol, francia, spanyol nyelven). FootballDatabase.eu
- Paul Krumpe (angol nyelven). olympedia.org